# Посёлок Центрального отделения совхоза «Фрунзенский»
Центрального отделения совхоза «Фрунзенский» — посёлок Трепольского сельского поселения Михайловского района Рязанской области России.
В посёлке расположена платформа Треполье Павелецкого направления Московской железной дороги. У южной границы посёлка протекает река Кудесна.

## География
Климат, как и во всем районе, умеренно-континентальный, характеризующийся теплым, но неустойчивым летом, умеренно-суровой и снежной зимой. Ветровой режим формируется под влиянием циркуляционных факторов климата и физико-географических особенностей местности. Атмосферные осадки на территории района определяются главным образом циклонической деятельностью и в течение года распределяются неравномерно.
Согласно статистике ближайшего крупного населённого пункта — г. Рязани, средняя температура января −7.0 °C (днём) / −13.7 °C (ночью), июля +24.2 °C (днём) / +13.9 °C (ночью).
Осадков около 553 мм в год, максимум летом.
Вегетационный период около 180 дней.
Почвы представляют собой деградированный чернозем. Подпочвой обычно служит лесс или лессовидный суглинок, подстилаемый глиной.

## Население
| 2010 |
| ---- |
| 392  |